# Montfort-le-Gesnois
Montfort-le-Gesnois è un comune francese di 3 153 abitanti situato nel dipartimento della Sarthe nella regione dei Paesi della Loira.

## Società

### Evoluzione demografica
Abitanti censiti